# Dore Schary
Dore Schary (ur. 31 sierpnia 1905, zm. 7 lipca 1980) – amerykański scenarzysta i producent filmowy pochodzenia żydowskiego.

## Filmografia
scenarzysta
- 1933: Fog
- 1938: Miasto chłopców
- 1940: Edison
- 1951: It’s a Big Country
- 1963: Act One

producent
- 1942: Journey for Margaret
- 1947: Krzyżowy ogień
- 1951: Kobiety jadą na Zachód
- 1955: Czarny dzień w Black Rock
- 1963: Act One

## Nagrody i nominacje
Za materiał do scenariusza filmu Miasto chłopców został uhonorowany Oscarem. Został trzykrotnie nominowany do Oscara.